# Leucochlaena hirsuta
Leucochlaena hirsuta là một loài bướm đêm trong họ Noctuidae.